# Каменна могила (Украйна)
„Каменната могила“ (на украински: Кам'яна Могила, буквално: „каменна гробница“) е археологически обект в долината на Молочна река, на около километър от Терпиня в Запорожка област, Украйна.

## Описание
Обектът е изграден в малък изолиран скален масив от пясъчна скала, с вариращи размери от 240 до 160 m, състояща се от големи каменни блокове, някои от които с размери до 12 m. Самият масив е с площ 30 000 m². Според местните легенди могилата се е образувала в резултата на бой с камъни между двама великани, които се редували да хвърлят камъни един срещу друг. Пясъчният масив дълго време е бил остров по средата на течението на река Молочная, докато коритото на същата не се измества на запад. Масивът е остатък от пясъчното дъно на праисторическия океан Тетис, остатъци от който са водните басейни на Средиземно, Черно, Каспийско и Азовско море. Формата на Каменната могила е същата, като тази на курганите разпръснати в Понтийско-каспийската степ (Велика степ).

## Проучване
Първото споменаване на обекта датира датира от 1778 г., когато по време на Руско-турската война, Александър Суворов разпорежда разполагане на пост за охрана на пътя край могилата.
Първият изследовател, който разглежда обекта и го публикува е Пьотър Кьопен през 1837 във „Списък на древните паметници“.
През 1889 г., Н.И. Веселовски е първия учен извършил разкопки на обекта. Недалеч от Каменната могила, Веселовски разкопава курган и решава да провери слухове за могилата край с. Терпеня. През 1890 г., той разкопава няколко от пещерите, но не успява да намери съкровище или някакъв гробен инвентар и разочарован спира работа по обекта, който споменава само накратко в записките си Каменната могила.
Първите сериозни археологически проучвания на обекта са проведени през 1930-те години от научен екип на „Метрополския историко-краеведчески музей“ с ръководител Валентин Даниленко. Младият археолог обявява, че е открил тридесет пещери с налични петроглифи, които екипът датира между II хил. пр. Хр. и XVII век сл. Хр. Даниленко продължава проучването си след края на Втората световна война и обявява, че е открил още тринадесет пещери с налични петроглифи.
През 1936 г., „Каменната могила“ е включена в проект за изследване в рамките на „Азово-Черноморската експедиция“, организирана от „Института по археология АН УССР“, а през 1938 г. става основен обект на изследване на въпросната експедиция. Научен ръководител на експедицията е известният съветски археолог Ото Николаевич Бадер. Изследователите откриват още 30 малки пещери, които съдържат множество изображения, благодарение и на по-ранните изследвания на Даниленко.
Археологическото проучване на могилата продължава до 1941 г., когато СССР влиза във Втората световна война и Бадер е заточен в Сибир, заради немския си произход. След края на войната той остава да работи в Перм, а проучванията по Каменната могила се възстановени през 1950-те години от В.Н. Даниленко, Б.Д. Михайлов и М.Я.Рудински, които откриват още 13 места в могилата с налични изображения. През 50-те територията на която се намира Каменната могила влиза в плановете на съветското ръководство да изгради Южно-украински (Севернокримски) язовир, според който план много археологически обекти по поречието на Молочна река ще бъдат потопени под вода. Този план обаче е изоставен след смъртта на Йосиф Сталин през 1953 г.
В началото на 1970-те В.Н. Даниленко проучва още две пещери от комплекса, а към края на същото десетилетие Б.Д. Михайлов успява да проучи още няколко пещери на територията на могилата. По време на Молочанската експедиция в района са проучени 369 гроба от Бронзовата епоха и Средновековието. През 1986 г. по инициатива на Б.Д. Михайлов Съвета на министрите на Украйна и Областтаната управа на Запорожка област приемат решение да създадат Исторически музей – резерват „Каменната могила“, чийто първи директор е Михайлов.
От 1940-те години съществува дискусия относно датирането на изображенията открити в пещерите на обекта. Изследователите Даниленко и Рудински са на противоположни мнения в монографиите им носещи еднаквото заглавие „Каменната могила“ – и двете издания са публикувани посмъртно.
През 1994 г., могилата е проучена от ориенталистът А.Г. Кифишин, който изказва предположение, че по скалните рисунки в обекта има следи от прото-шумерско писмо.

## Петроглифи
На територията на Каменната могила са открити 87 пещери, в 65 от които са открити налични хиляди петроглифи – рисунки и символи. Датирането на скалните рисунки обхваща огромен период – от късния Палеолит до Средновековието (от XXIV-XXII век пр. Хр. до към Х-XII).
Курганите, открити в непосредствена близост до могилата, не могат да бъдат свързани в общ исторически контекст с обекта. В непосредствена близост до него не са открити и поселения, които да могат да бъдат свързани с обекта, което навежда учените на мисълта, че мястото е било свещена неприкосновена територия. Някои петроглифи носят слаби следи от червена боя.
- Панел №1
- Пещера №9, панел № 3 (фрагмент)
- Панел №37/4, фрагмент от петроглиф „волска кола“(?)
- Панел №34а, „Плочата със стъпките“
- „Пълзащият камък“
- Едно от малкото външни изображения
- Плоча №7, стелоподобно изображение

## Датиране
Отсъствието на допълнителен археологически материали от могилата (керамични фрагменти, кости, украшения и др.) е принудило учените да датират паметника по трактовки на изображенията. (В близост до Каменната могила са открити палеолитни, неолитни и селища Бронзовата епоха, но между тези обекти липсва пряка връзка с петроглифите от пещерите). През 1950-те години започва разгорещена дискусия за датирането на изображенията, където преобладават трактовки за принадлежност към палеолита, енеолита и дори мезолита. Палеолитното датиране се подкрепя основно от Даниленко и Бадер (поне в ранните етапи на научни им изследвания), Рудински е привърженик на неолитното датиране. Научната дискусия за датирането по същество се свежда до това дали един от най-големите петроглифи изобразява бик или мамут, първият би бил в подкрепа на неолитно датиране, а вторият е в полза на мезолитно датиране. Ето защо пещерата в която е открито спорното изображение, често е наричана с две различни наименования „Пещерата на бика“ и „Пещерата на мамута“.
Сред петроглифите от Каменната могила има някои, които напомнят на петроглифи открити на територията на Швеция и Карелия. Тези изображения са поредица от кръгове и отпечатъци на човешки следи. Въпреки това, по-голямата част от скалните изображения от могилата са уникална по рода си. Много изследователи разглеждат петроглифите като изображения на животни (бикове, елени), както и по-сложно комбинираните сцени („двойка волове“, „животни сред храсти“, „бикове в поза на самоотбрана“, „жертвоприношения на хора и животни“) и т.н. Останалата част от изображенията по скалите традиционно се тълкуват като магически фигури, изобразяващи сцени на ритуали, изпълнявани за благополучие в лова и риболова. Например, характерни петроглифи от Каменната могила, като изображения на пресичащи се линии се тълкува като рибарска мрежа, образът на която е бил предназначен за култовия ритуал, който може да донесе късмет по време на риболов. Във „Пещера 9“ (т.нар."Пещерата на мамута/бика") е открит от хоризонтален камък, чието предназначение може да е било да се използва като олтар, което донякъде потвърждава тези интерпретации. Оригиналността на повечето петроглифи и сложният линейно-геометричен рисунък усложнява разтълкуването на скритите зад сцените сюжети.

## Алтернативни теории
Нестандартен подход при интерпретирането на петроглифите от Каменната могила предлага известният ориенталист А.Г.Кифишин, който ги изследва между 1994 – 1996 г. и стига до извода, че се касае за прото-шумерска писменост. Кифишин смята, че е успял да дешифрира въпросното писмо и публикува резултатите от изследванията си в монография.
Изследванията на Кифишин не са разисквани в научната литература, а дискусията около тях се провежда предимно в популярната преса. Украинският археолог Шилов оценява работата на Кифишин с ентусиазъм, докато известния руски ориенталист Дяконоф, дългогодишен противник на методите Кифишин в Шумерологията нарича изследванията му „глупости“.
Друг виден ориенталист И.М.Рассох също критикува изследването на Кифишин, като посочва че петроглифите от Каменната могила имат своите паралели при древните клинописни надписи от Британските острови, старогерманските и скандинавските руни и древнославянското писмо съставено от черти и резки. Рассох изказва мнението че археологическият обект е по-скоро паметник на древната свещена писменост от епохата на индоевропейското единство – т.нар. „Среднестоговска култура“ (разпространена през Енеолита (4500 – 3500 г. пр. Хр.)в степите между реките Днепър и Дон.

## Легенди
Геологическата рядкост на такива естествени образования като Каменната могила е била предпоставка за много теории относно изкуственият произход на паметника. Още Н.И.Веселовски, който е изследвал обекта в края на XIX в. го разглежда като изкуствено изграден курган. Народната памет е запазила няколко легенди за произхода на Каменната могила – една споменава за двубой с камъни между двама гиганти, която е със славянски произход.
Съществува и легенда между ногайските турци, според която юнакът Богур се провинил пред Алах и той го наказал да пренесе огромните каменни блокове и да ги нареди на брега на Молочна река като могила, която да се вижда степта във всички посоки. Богур изпълнил заповедта на Алах като прибегнал до хитрост като събирал камъните на друго място, не на посоченото от Алах. Докато бързал да свърши Богур се спънал и останал заклещен между каменните блокове, където умрял от глад – като наказание за хитростта му. След това, Алах накарал вятъра да засипе трупа на юнака с пясък между камъните, като костите на същия все още са там под Каменната могила, а мястото ногайците наричали Каменната гора.